# Comuni della Regione di Bruxelles-Capitale

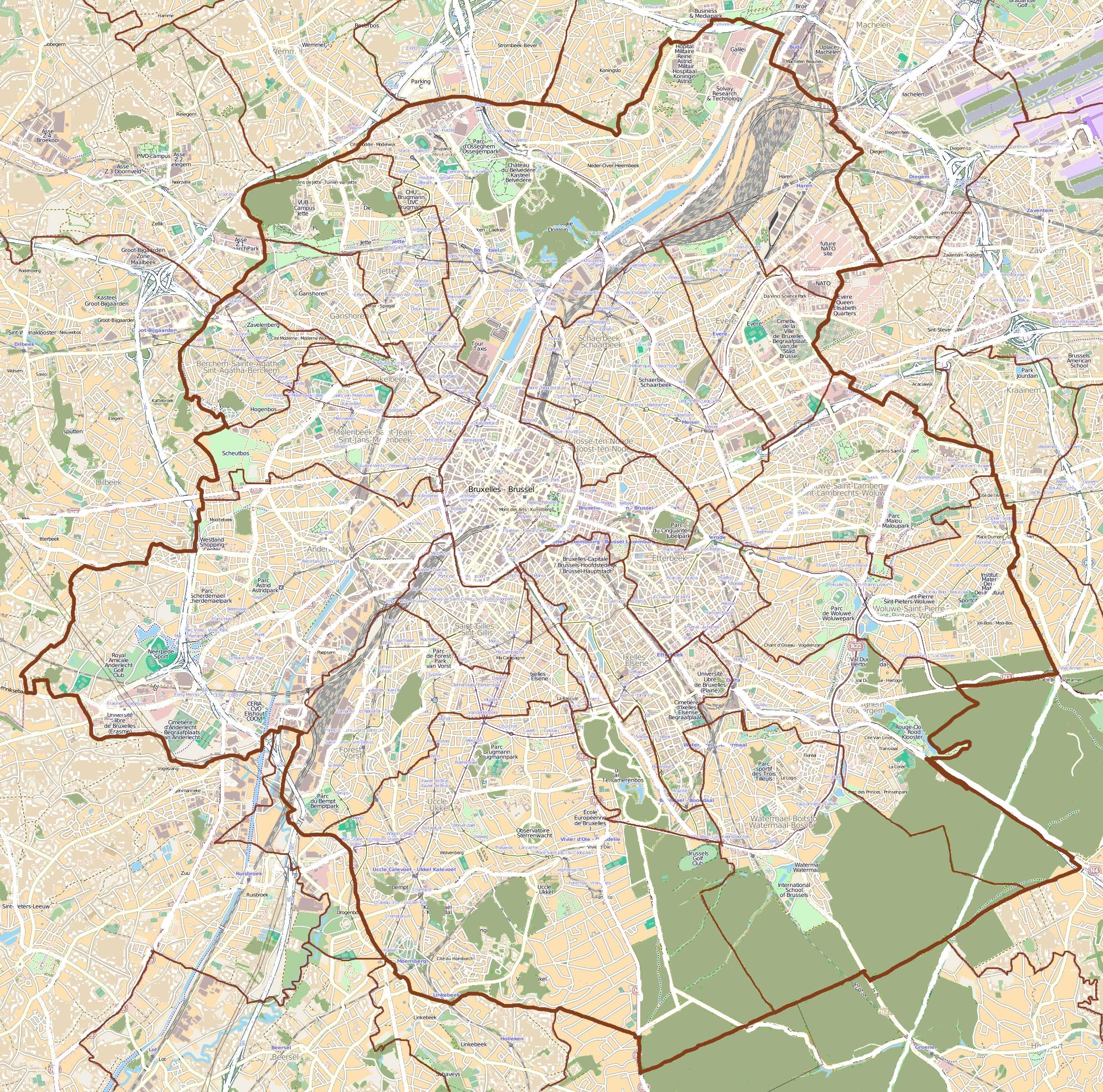
La Regione di Bruxelles-Capitale e i suoi 19 comuni.

Comuni della Regione di Bruxelles-Capitale.

La Regione di Bruxelles-Capitale è divisa in 19 diversi comuni o municipalità. Sette municipalità hanno un solo nome ufficiale; le altre dodici hanno sia un nome olandese che uno francese. Esse sono di seguito elencate con i rispettivi codici postali (l'ordine è quello riportato nell'immagine in tabella, il primo nome è in francese, il secondo in olandese):
1. Anderlecht (1070)
2. Bruxelles (francese: Bruxelles-ville o ville de Bruxelles, olandese: de Stad Brussel o Brussel-Stad) (1000, 1020, 1120, 1130, 1040, 1050)
3. Ixelles (Elsene) (1050)
4. Etterbeek (1040)
5. Evere (1140)
6. Ganshoren (1083)
7. Jette (1090)
8. Koekelberg (1081)
9. Auderghem (Oudergem) (1160)
10. Schaerbeek (Schaarbeek) (1030)
11. Berchem-Sainte-Agathe (Sint-Agatha-Berchem) (1082)
12. Saint-Gilles (Sint-Gillis) (1060)
13. Molenbeek-Saint-Jean (Sint-Jans-Molenbeek) (1080)
14. Saint-Josse-ten-Noode (Sint-Joost-ten-Node) (1210)
15. Woluwe-Saint-Lambert (Sint-Lambrechts-Woluwe) (1200)
16. Woluwe-Saint-Pierre (Sint-Pieters-Woluwe) (1150)
17. Uccle (Ukkel) (1180)
18. Forest (Vorst) (1190)
19. Watermael-Boitsfort (Watermaal-Bosvoorde) (1170)